# Svetovni hokejski pokal
Svetovni hokejski pokal je reprezentančno hokejsko tekmovanje, ki je nasledilo Kanadski pokal. Potekalo je v letih 1996, 2004 in 2016, ko sta zmagali ameriška in dvakrat kanadska reprezentanca, naslednjič bo potekal leta 2020.

## Zmagovalci
| Leto | Prvak  | Podprvak | Polfinalista      |
| ---- | ------ | -------- | ----------------- |
| 1996 | ZDA    | Kanada   | Rusija in Švedska |
| 2004 | Kanada | Finska   | Češka in ZDA      |
| 2016 | Kanada | Evropa   | Rusija in Švedska |